# Eating Out 4: Obóz teatralny
Eating Out 4: Obóz teatralny (tytuł oryg. Eating Out: Drama Camp) – amerykańska komedia filmowa w reżyserii Q. Allana Brocki z 2011 roku, trzeci sequel przebojowego filmu Eating Out (2004), także reżyserowanego przez Brockę.

## Zarys fabuły
Casey i Zack, bohaterowie prequelu, żyją w podupadającym związku partnerskim. Obaj wybierają się na letni obóz, w którym mają uczyć się sztuki aktorskiej. Na miejscu Zack wikła się w romans z atrakcyjnym Benji'm.

## Obsada
- Daniel Skelton − Casey
- Chris Salvatore − Zack
- Rebekah Kochan − Tiffani von der Sloot
- Aaron Milo − Benji
- Harmony Santana − Lilly
- Lilach Mendelovich − Penny
- Garikayi Mutambirwa − Jason
- Ronnie Kroell	− Beau
- Drew Droege − Dick Dickey
- Marikah Cunningham − Genevieve
- Steven Daigle − Conor
- Mink Stole − ciotka Helen